# Aconitum parapolyanthum
Aconitum parapolyanthum är en ranunkelväxtart som beskrevs av Lucien André Andrew Lauener. Aconitum parapolyanthum ingår i släktet stormhattar, och familjen ranunkelväxter. Inga underarter finns listade i Catalogue of Life.